# يحيى الثاني بن يحيى
يحيى الثاني بن يحيى هو حاكم وسلطان المغرب السادس من الأدارسة. تولى الحكم بعد وفاة والده يحيى بن محمد في عام 864 وتوفي في عام 874.